# Bahnstrecke Sankt Petersburg–Moskau
| Streckenlänge: | 650 km                   |                                   |                                   |
| Spurweite: | 1520 mm (Russische Spur) |                                   |                                   |
| Stromsystem: | 3000 =                   |                                   |                                   |
| Streckengeschwindigkeit: | 250 km/h                 |                                   |                                   |
| |                          |                                   |                                   |
| \| \| 0 \| S.-Peterburg-Mosk.Pass. \| S.-Peterburg-Mosk.Pass. \| \| \| \| \| \| \| \| \| \| \| \| \| 11 \| Obuchowo \| Obuchowo \| \| \| \| nach Wologda und nach Murmansk \| \| \| \| \| Petersburger Ringautobahn \| \| \| \| 17 \| Slawjanka \| Slawjanka \| \| \| 25 \| Kolpino \| Kolpino \| \| \| 41 \| Sablino \| Sablino \| \| \| \| Gattschina–Mga \| \| \| \| \| \| \| \| \| 53 \| Tosno \| Tosno \| \| \| 63 \| Uschaki \| Uschaki \| \| \| 72 \| Rjabowo \| Rjabowo \| \| \| 83 \| Ljuban \| Ljuban \| \| \| 100 \| Babino \| Babino \| \| \| 109 \| Torfjanoje \| Torfjanoje \| \| \| \| nach Wolchowstroi \| \| \| \| \| nach Weliki Nowgorod \| \| \| \| 118 \| Tschudowo-Moskowskoje \| Tschudowo-Moskowskoje \| \| \| 126 \| Wolchow \| Wolchow \| \| \| 141 \| Grjady \| Grjady \| \| \| 152 \| Bolschaja Wischera \| Bolschaja Wischera \| \| \| 162 \| Malaja Wischera \| Malaja Wischera \| \| \| 181 \| Burga \| Burga \| \| \| 189 \| Mstinski Most \| Mstinski Most \| \| \| 189 \| Msta \| Msta \| \| \| 215 \| Torbino \| Torbino \| \| \| 231 \| Borowjonka \| Borowjonka \| \| \| \| nach Neboltschi \| \| \| \| 249 \| Okulowka \| Okulowka \| \| \| \| nach Borowitschi \| \| \| \| 269 \| Uglowka \| Uglowka \| \| \| 288 \| Lykoschino \| Lykoschino \| \| \| 297 \| Aleschinka \| Aleschinka \| \| \| 305 \| Beresaika \| Beresaika \| \| \| \| nach Pskow–Petschory \| \| \| \| 319 \| Bologoje-Moskowskoje \| Bologoje-Moskowskoje \| \| \| \| nach Welikije Luki / nach Rybinsk \| \| \| \| 326 \| Buschewez \| Buschewez \| \| \| 333 \| Botschanowka \| Botschanowka \| \| \| 345 \| Akademitscheskaja \| Akademitscheskaja \| \| \| 356 \| Leontjewo \| Leontjewo \| \| \| 364 \| Wyschni Wolotschok \| Wyschni Wolotschok \| \| \| 371 \| Jelisarowka \| Jelisarowka \| \| \| 380 \| Ossetschenka \| Ossetschenka \| \| \| 398 \| Spirowo \| Spirowo \| \| \| 419 \| Kalaschnikowo \| Kalaschnikowo \| \| \| 437 \| Schljus \| Schljus \| \| \| \| nach Rschew–Wjasma \| \| \| \| 443 \| Lichoslawl \| Lichoslawl \| \| \| 452 \| Krjutschkowo \| Krjutschkowo \| \| \| 463 \| Kulizkaja \| Kulizkaja \| \| \| 473 \| Brjanzewo \| Brjanzewo \| \| \| \| nach Wassilewski Moch \| \| \| \| 478 \| Doroschicha \| Doroschicha \| \| \| 479 \| Wolga \| Wolga \| \| \| 483 \| Twer \| Twer \| \| \| \| M10 \| \| \| \| 504 \| Kusminka \| Kusminka \| \| \| 517 \| Redkino \| Redkino \| \| \| \| Iwankowoer Stausee \| \| \| \| \| (Schoscha) \| \| \| \| 531 \| Sawidowo \| Sawidowo \| \| \| \| nach Konakowo GRES \| \| \| \| 544 \| Reschetnikowo \| Reschetnikowo \| \| \| 561 \| Klin \| Klin \| \| \| 575 \| Pokrowka \| Pokrowka \| \| \| 585 \| Podsolnetschnaja \| Podsolnetschnaja \| \| \| 598 \| Powarowo-1 \| Powarowo-1 \| \| \| \| \| \| \| \| \| Großer Moskauer Eisenbahnring \| \| \| \| \| \| \| \| \| 611 \| Krjukowo \| Krjukowo \| \| \| 619 \| Schodnja \| Schodnja \| \| \| \| M10 \| \| \| \| 631 \| Chimki \| Chimki \| \| \| \| Moskaukanal \| \| \| \| \| Moskauer Ringautobahn \| \| \| \| 635 \| Chowrino \| Chowrino \| \| \| \| Kleiner Moskauer Eisenbahnring \| \| \| \| 650 \| Moskwa Len.Pass. \| Moskwa Len.Pass. \| |                          |                                   |                                   |
| Kopfbahnhof Streckenanfang | 0                        | S.-Peterburg-Mosk.Pass.           | S.-Peterburg-Mosk.Pass.           |
| Abzweig geradeaus, nach links und von links |                          |                                   |                                   |
| Abzweig geradeaus, nach rechts und von rechts |                          |                                   |                                   |
| Haltepunkt / Haltestelle | 11                       | Obuchowo                          | Obuchowo                          |
| Abzweig geradeaus, nach links und nach rechts |                          | nach Wologda und nach Murmansk    | nach Wologda und nach Murmansk    |
| Strecke mit Straßenbrücke |                          | Petersburger Ringautobahn         | Petersburger Ringautobahn         |
| Haltepunkt / Haltestelle | 17                       | Slawjanka                         | Slawjanka                         |
| Haltepunkt / Haltestelle | 25                       | Kolpino                           | Kolpino                           |
| Haltepunkt / Haltestelle | 41                       | Sablino                           | Sablino                           |
| Kreuzung |                          | Gattschina–Mga                    | Gattschina–Mga                    |
| Abzweig geradeaus, nach links und von rechts |                          |                                   |                                   |
| Haltepunkt / Haltestelle | 53                       | Tosno                             | Tosno                             |
| Haltepunkt / Haltestelle | 63                       | Uschaki                           | Uschaki                           |
| Haltepunkt / Haltestelle | 72                       | Rjabowo                           | Rjabowo                           |
| Haltepunkt / Haltestelle | 83                       | Ljuban                            | Ljuban                            |
| Haltepunkt / Haltestelle | 100                      | Babino                            | Babino                            |
| Haltepunkt / Haltestelle | 109                      | Torfjanoje                        | Torfjanoje                        |
| Abzweig geradeaus, nach links und von links |                          | nach Wolchowstroi                 | nach Wolchowstroi                 |
| Abzweig geradeaus, nach rechts und von rechts |                          | nach Weliki Nowgorod              | nach Weliki Nowgorod              |
| Bahnhof | 118                      | Tschudowo-Moskowskoje             | Tschudowo-Moskowskoje             |
| Brücke über Wasserlauf | 126                      | Wolchow                           | Wolchow                           |
| Haltepunkt / Haltestelle | 141                      | Grjady                            | Grjady                            |
| Haltepunkt / Haltestelle | 152                      | Bolschaja Wischera                | Bolschaja Wischera                |
| Bahnhof | 162                      | Malaja Wischera                   | Malaja Wischera                   |
| Haltepunkt / Haltestelle | 181                      | Burga                             | Burga                             |
| Haltepunkt / Haltestelle | 189                      | Mstinski Most                     | Mstinski Most                     |
| Brücke über Wasserlauf | 189                      | Msta                              | Msta                              |
| Haltepunkt / Haltestelle | 215                      | Torbino                           | Torbino                           |
| Haltepunkt / Haltestelle | 231                      | Borowjonka                        | Borowjonka                        |
| Abzweig geradeaus und von links |                          | nach Neboltschi                   | nach Neboltschi                   |
| Bahnhof | 249                      | Okulowka                          | Okulowka                          |
| Abzweig geradeaus und von links |                          | nach Borowitschi                  | nach Borowitschi                  |
| Bahnhof | 269                      | Uglowka                           | Uglowka                           |
| Haltepunkt / Haltestelle | 288                      | Lykoschino                        | Lykoschino                        |
| Haltepunkt / Haltestelle | 297                      | Aleschinka                        | Aleschinka                        |
| Haltepunkt / Haltestelle | 305                      | Beresaika                         | Beresaika                         |
| Abzweig geradeaus und von rechts |                          | nach Pskow–Petschory              | nach Pskow–Petschory              |
| Bahnhof | 319                      | Bologoje-Moskowskoje              | Bologoje-Moskowskoje              |
| Abzweig geradeaus, nach links und nach rechts |                          | nach Welikije Luki / nach Rybinsk | nach Welikije Luki / nach Rybinsk |
| Haltepunkt / Haltestelle | 326                      | Buschewez                         | Buschewez                         |
| Haltepunkt / Haltestelle | 333                      | Botschanowka                      | Botschanowka                      |
| Haltepunkt / Haltestelle | 345                      | Akademitscheskaja                 | Akademitscheskaja                 |
| Haltepunkt / Haltestelle | 356                      | Leontjewo                         | Leontjewo                         |
| Bahnhof | 364                      | Wyschni Wolotschok                | Wyschni Wolotschok                |
| Haltepunkt / Haltestelle | 371                      | Jelisarowka                       | Jelisarowka                       |
| Haltepunkt / Haltestelle | 380                      | Ossetschenka                      | Ossetschenka                      |
| Haltepunkt / Haltestelle | 398                      | Spirowo                           | Spirowo                           |
| Haltepunkt / Haltestelle | 419                      | Kalaschnikowo                     | Kalaschnikowo                     |
| Haltepunkt / Haltestelle | 437                      | Schljus                           | Schljus                           |
| Abzweig geradeaus, nach rechts und von rechts |                          | nach Rschew–Wjasma                | nach Rschew–Wjasma                |
| Haltepunkt / Haltestelle | 443                      | Lichoslawl                        | Lichoslawl                        |
| Haltepunkt / Haltestelle | 452                      | Krjutschkowo                      | Krjutschkowo                      |
| Haltepunkt / Haltestelle | 463                      | Kulizkaja                         | Kulizkaja                         |
| Haltepunkt / Haltestelle | 473                      | Brjanzewo                         | Brjanzewo                         |
| Abzweig geradeaus und von links |                          | nach Wassilewski Moch             | nach Wassilewski Moch             |
| Haltepunkt / Haltestelle | 478                      | Doroschicha                       | Doroschicha                       |
| Brücke über Wasserlauf | 479                      | Wolga                             | Wolga                             |
| Bahnhof | 483                      | Twer                              | Twer                              |
| Strecke mit Straßenbrücke |                          | M10                               | M10                               |
| Haltepunkt / Haltestelle | 504                      | Kusminka                          | Kusminka                          |
| Haltepunkt / Haltestelle | 517                      | Redkino                           | Redkino                           |
| Strecke unter Wasserlauf Anfang Hochstrecke |                          | Iwankowoer Stausee                | Iwankowoer Stausee                |
| Strecke unter Wasserlauf Ende Hochstrecke |                          | (Schoscha)                        | (Schoscha)                        |
| Haltepunkt / Haltestelle | 531                      | Sawidowo                          | Sawidowo                          |
| Abzweig geradeaus und von links |                          | nach Konakowo GRES                | nach Konakowo GRES                |
| Haltepunkt / Haltestelle | 544                      | Reschetnikowo                     | Reschetnikowo                     |
| Bahnhof | 561                      | Klin                              | Klin                              |
| Haltepunkt / Haltestelle | 575                      | Pokrowka                          | Pokrowka                          |
| Haltepunkt / Haltestelle | 585                      | Podsolnetschnaja                  | Podsolnetschnaja                  |
| Haltepunkt / Haltestelle | 598                      | Powarowo-1                        | Powarowo-1                        |
| Abzweig geradeaus, nach links und nach rechts |                          |                                   |                                   |
| Kreuzung geradeaus unten |                          | Großer Moskauer Eisenbahnring     | Großer Moskauer Eisenbahnring     |
| Abzweig geradeaus und von links |                          |                                   |                                   |
| Haltepunkt / Haltestelle | 611                      | Krjukowo                          | Krjukowo                          |
| Haltepunkt / Haltestelle | 619                      | Schodnja                          | Schodnja                          |
| Strecke mit Straßenbrücke |                          | M10                               | M10                               |
| Haltepunkt / Haltestelle | 631                      | Chimki                            | Chimki                            |
| Brücke über Wasserlauf |                          | Moskaukanal                       | Moskaukanal                       |
| Strecke mit Straßenbrücke |                          | Moskauer Ringautobahn             | Moskauer Ringautobahn             |
| Haltepunkt / Haltestelle | 635                      | Chowrino                          | Chowrino                          |
| Kreuzung geradeaus unten |                          | Kleiner Moskauer Eisenbahnring    | Kleiner Moskauer Eisenbahnring    |
| Kopfbahnhof Streckenende | 650                      | Moskwa Len.Pass.                  | Moskwa Len.Pass.                  |

Die Bahnstrecke Sankt Petersburg–Moskau (ursprünglich Nikolaibahn bezeichnet, russisch Николаевская железная дорога / Nikolajewskaja schelesnaja doroga) ist eine Schnellfahrstrecke sowie eine der ältesten und wichtigsten Eisenbahnstrecken in Russland. Sie ist knapp 650 km lang und verbindet Sankt Petersburg mit der Hauptstadt Moskau. Betreiber der Bahnstrecke ist die Oktober-Eisenbahngesellschaft (Октябрьская железная дорога) der nordwestrussischen Regionalabteilung der staatlichen russischen Eisenbahngesellschaft RŽD.

## Geschichte

### Planung und Bau
Die Bahnstrecke zwischen Sankt Petersburg und Moskau ist nach der im Jahre 1837 in Betrieb genommenen und damals nur 27,5 km langen Zarskoje-Selo-Bahn zwischen Sankt Petersburg und Zarskoje Selo die zweitälteste Eisenbahnstrecke auf dem Gebiet des heutigen Russlands. Die ersten Pläne für die strategisch wichtige Eisenbahnverbindung von der damaligen Kaiserreichs-Hauptstadt nach Moskau als der zweitwichtigsten Metropole des Landes gab es bereits in den 1830er-Jahren. 1841 legten die beiden renommierten Ingenieure Pawel Melnikow (1804–1880) und Nikolai Kraft (1798–1857) ihren Entwurf für die Strecke zur Begutachtung dem Zaren vor. Dieser Entwurf sah eine zweigleisige, gerade Strecke mit einer Gesamtlänge von 652 km vor. Nachdem der Zar Anfang 1842 den Streckenbau per Erlass genehmigte, erfolgte der Baubeginn am 1. August des gleichen Jahres, die Bauarbeiten begannen gleichzeitig von Sankt Petersburg und von Moskau aus. Der Streckenbau nördlich von Bologoje wurde von Pawel Melnikow, der zwischen Bologoje und Moskau von Nikolai Kraft geleitet. Mit der architektonischen Gestaltung der wichtigsten Bahnhofsgebäude an der Strecke wurde der Architekt Konstantin Thon (1794–1881) beauftragt; insbesondere die beiden von ihm entworfenen und sehr ähnlich aussehenden Kopfbahnhöfe der Strecke in Sankt Petersburg und Moskau zählen zu seinen bekanntesten Bauwerken.
Der Bau der gesamten Strecke, die einige Jahre nach ihrer Eröffnung den Namen Nikolaieisenbahn nach dem Zaren Nikolaus I. erhielt, dauerte knapp neun Jahre. Es wurden dabei insgesamt 184 Brücken über die zahlreichen größeren und kleineren Flüsse an der Strecke (darunter eine über die Wolga) errichtet, außerdem mussten zahlreiche Sümpfe trockengelegt werden.  Beim Bau hat es viele tödliche Arbeitsunfälle gegeben; dies wurde später vom volkstümlichen Dichter Nikolai Nekrassow in seinem Gedicht Die Eisenbahn verarbeitet. Da für die Nikolaibahn laut Melnikows Entwurf ein möglichst gerader Streckenverlauf vorgesehen war, führte sie entgegen früheren Plänen nicht über Weliki Nowgorod; erst 1871 entstand eine Verbindungsstrecke dorthin von Tschudowo aus.

### Eröffnung und Betrieb

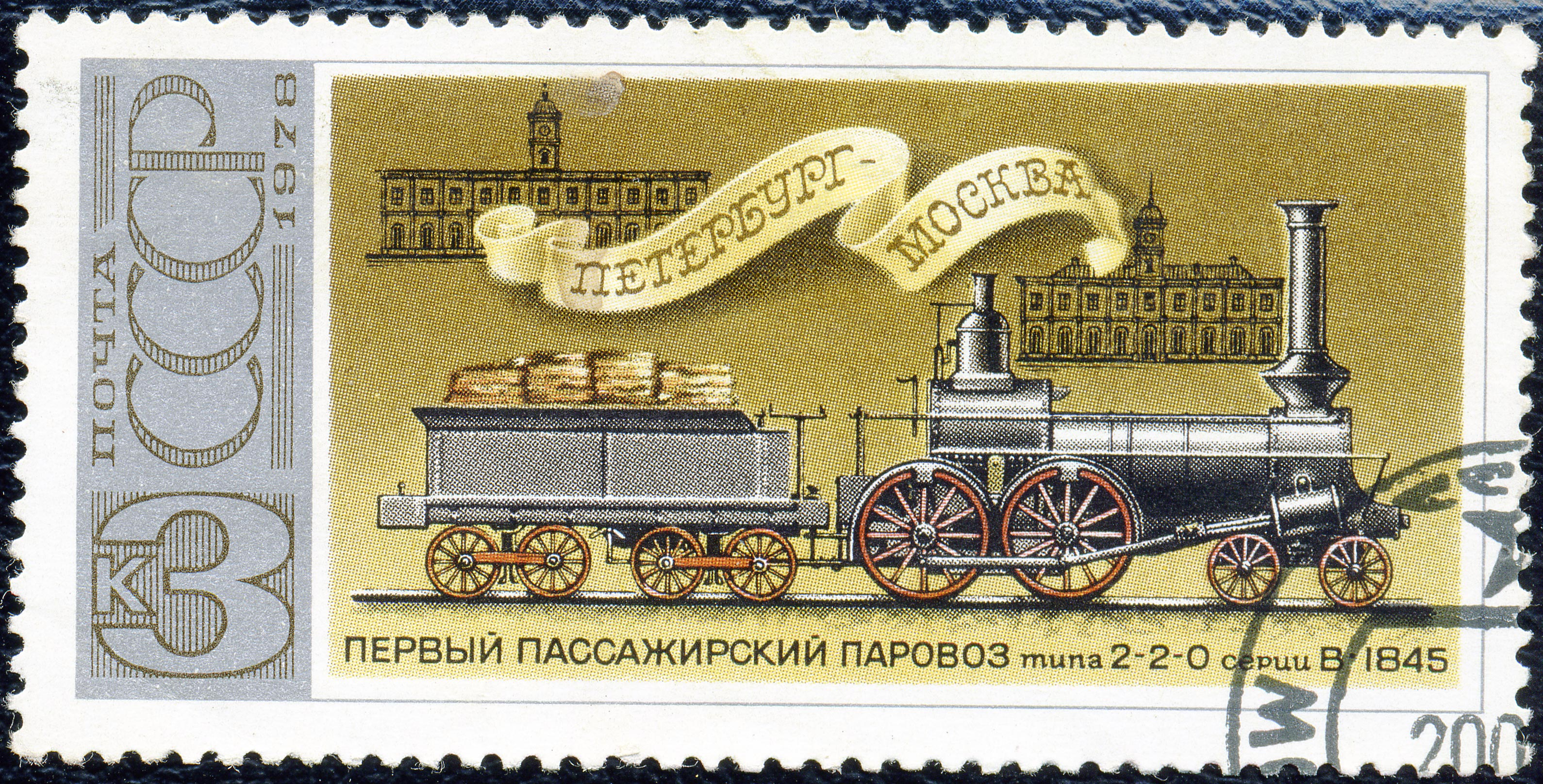
Erste Personenzuglokomotive der Bauart 2'B, Baureihe В (1845)

Nach der Fertigstellung der Teilstrecken Sankt Petersburg–Kolpino (1847), Kolpino–Tschudowo (1849) sowie Wyschni Wolotschok–Twer (1850) konnte im August 1851 der erste Zug die gesamte Strecke durchfahren. Am 1. November des gleichen Jahres erfolgte die Aufnahme des regulären Personenverkehrs auf der Strecke. Die gesamte Fahrzeit betrug damals 21 St. 45 Min. Im Unterschied zur ersten russischen Eisenbahnstrecke von Sankt Petersburg nach Zarskoje Selo, die mit einer Spurweite von 1829 mm bzw. 6 Fuß gebaut wurde, entschied man sich beim Bau der Nikolaibahn  für 1524 mm bzw. 5 Fuß.
In den nächsten Jahrzehnten nach der Streckeneröffnung entstanden zahlreiche Abzweigungen und Anschlussstrecken der Nikolaibahn: Neben der Strecke nach Nowgorod unter anderem die Stichstrecken nach Borowitschi und nach Konakowo sowie die Querverbindung von Rybinsk nach Pskow und weiter nach Riga. Wie die Nikolaibahn selbst, werden alle ihre Abzweigungen sowie eine Reihe weiterer Strecken im Nordwesten Russlands (darunter die Murmanbahn) heute von der Oktober-Eisenbahngesellschaft betrieben.
Anfang des 20. Jahrhunderts war die Nikolaieisenbahn Schauplatz mehrerer Unruhen: Während des Volksaufstandes 1905 und in den Folgemonaten sowie während der Februarrevolution 1917 streikten Eisenbahnangestellte, die sich mit Revolutionären solidarisierten. Im Ersten Weltkrieg diente die Strecke als wichtiger Nachschubweg für die Nordfront.

### Nach der Revolution
Wenige Monate nach der Oktoberrevolution 1917 wurde die Nikolaibahn, wie auch alle anderen Bahnstrecken des Russischen Reichs, von der neuen Macht verstaatlicht und dem neu gebildeten Volkskommissariat für Verkehrswege (später: Verkehrsministerium der Sowjetunion) untergeordnet. 1923 wurde die Nikolaibahn zu Ehren der Oktoberrevolution offiziell in Oktober-Eisenbahn umbenannt, eine Bezeichnung, die die Betreibergesellschaft bis heute trägt. Neue Namen erhielten auch die beiden Kopfbahnhöfe der Strecke, die bis dahin Nikolaibahnhof hießen: Der Moskauer Nikolaibahnhof wurde in Leningrader Bahnhof umbenannt, und der Nikolaibahnhof in der nunmehr Leningrad heißenden Stadt wurde zum Moskauer Bahnhof.
Am 9. Juni 1931 nahm mit der Krasnaja Strela (Красная Стрела, zu deutsch Roter Pfeil) der erste Schnellzug seinen Betrieb auf der Oktober-Eisenbahnstrecke auf, der die bis dahin kürzeste Fahrzeit von zehn Stunden erreichte. Ein Expresszug mit gleichem Namen verkehrt auch heute noch auf der Strecke.
Im Zweiten Weltkrieg wurde der Verkehr auf der Oktober-Eisenbahn während der zweieinhalbjährigen Belagerung Leningrads durch die deutsche Wehrmacht unterbrochen. Die Bahnstrecke selbst sowie zahlreiche Brücken und Bahnhofsgebäude wurden bei Kämpfen und Luftangriffen stark beschädigt. 1944 konnte der Zugverkehr zwischen Moskau und Leningrad wieder aufgenommen werden. Der Wiederaufbau dauerte bis 1950 an.
In der zweiten Hälfte des 20. Jahrhunderts wurde die Strecke nach und nach modernisiert: So wurde 1962 die vollständige Elektrifizierung der Strecke abgeschlossen, ab 1965 befuhr der Expresszug Aurora die Strecke mit 130 km/h. Mit der Aufnahme des regulären Betriebs des Zugtyps ЭР200 (ER200) auf der Oktober-Eisenbahn am 1. März 1984 wurde sie offiziell zu einer Schnellfahrstrecke.
Im September 1991 wurde mit der RAO VSM eine Gesellschaft zur Realisierung einer Hochgeschwindigkeitsstrecke zwischen Moskau und St. Petersburg gegründet. Nachdem Ende der 1990er Jahre vorgelegte Prognosen für das Jahr 2010 ein Fahrgastaufkommen auf Höhe der 1989 erreichten Werte erwarten ließen, zog die russische Regierung im Juli 1998 einige Zusagen für den Bau der Strecke zurück, hielt jedoch grundsätzlich an dem Vorhaben fest. Ende der 1990er- und Anfang der 2000er-Jahre wurde die Strecke umfassend modernisiert, nachdem die Pläne für eine parallel verlaufende Hochgeschwindigkeitsstrecke vorerst auf Eis gelegt wurden.
So waren bis Ende 1998 rund ein Drittel der Bestandsstrecke für eine Geschwindigkeit von 200 km/h neu trassiert und mit neuer Oberleitung versehen worden. Die Arbeiten an der Gesamtstrecke sollten dabei bis zum Jahr 2000 abgeschlossen werden. Seit 2001 wurden auf dem überwiegendem Teil der Strecke Geschwindigkeiten von bis zu 200 km/h gefahren. Die Fahrtzeit betrug mit den ЭР200-Hochgeschwindigkeitszügen 4 Stunden und 45 Minuten.

### Gegenwart
Seit dem 17. Dezember 2009 verkehren neue Hochgeschwindigkeitszüge des Typs Sapsan (russisch für Wanderfalke), mit einer Geschwindigkeit von bis zu 250 km/h zwischen Moskau und Sankt Petersburg. Daraus ergibt sich zwischen diesen Städten eine Fahrtzeit von 3 Stunden und 45 Minuten, was einem Zeitgewinn von einer Stunde entspricht. Die Jungfernfahrt fand am 2. August 2009 im Beisein des Präsidenten der Russischen Staatsbahn, Wladimir Jakunin, statt.

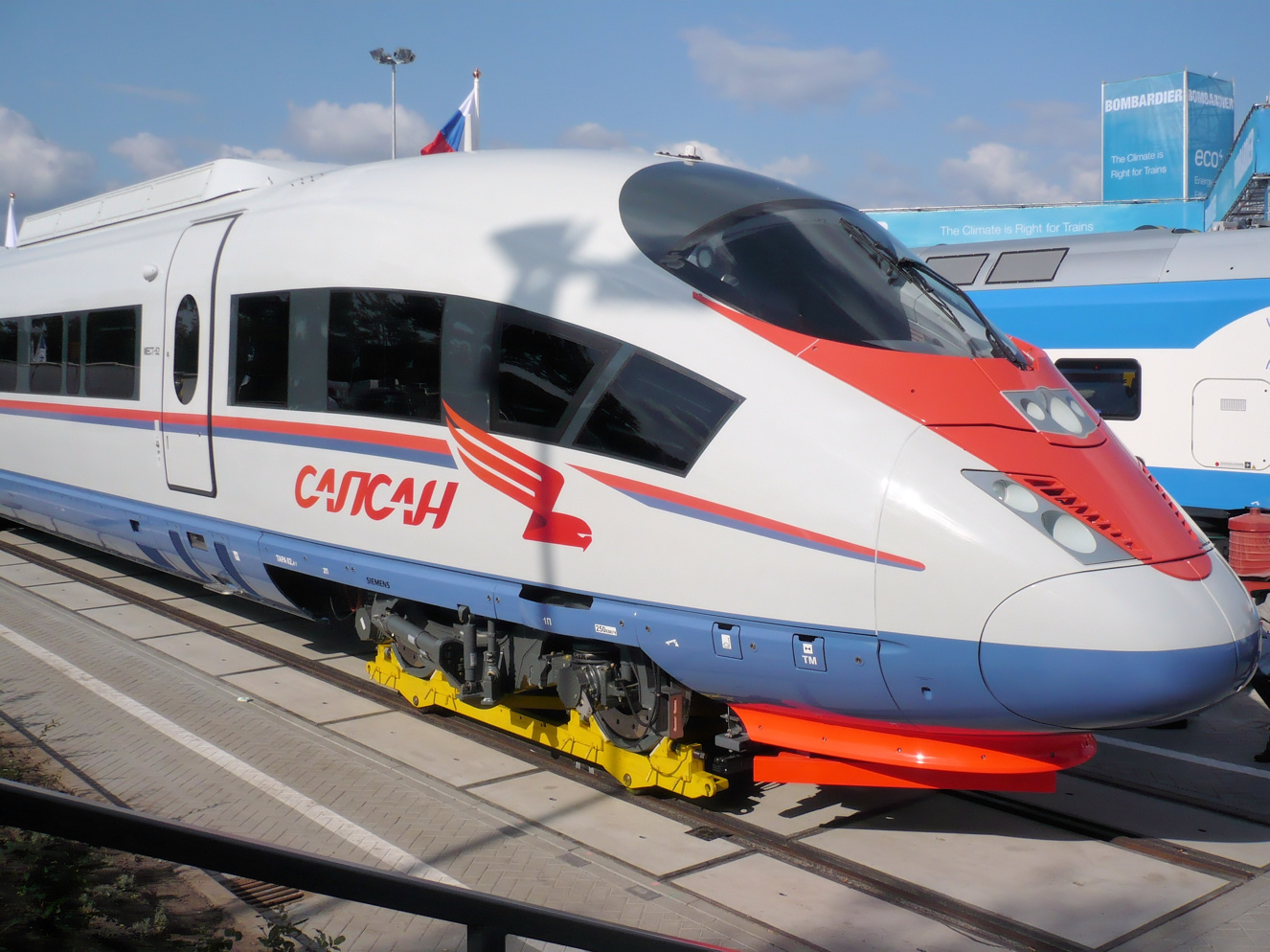
Seit Dezember 2009 in Betrieb: der Sapsan
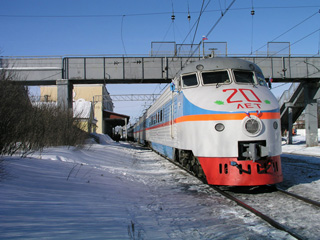
Hochgeschwindigkeitszug ЭР200 (ER200) in Ljuban
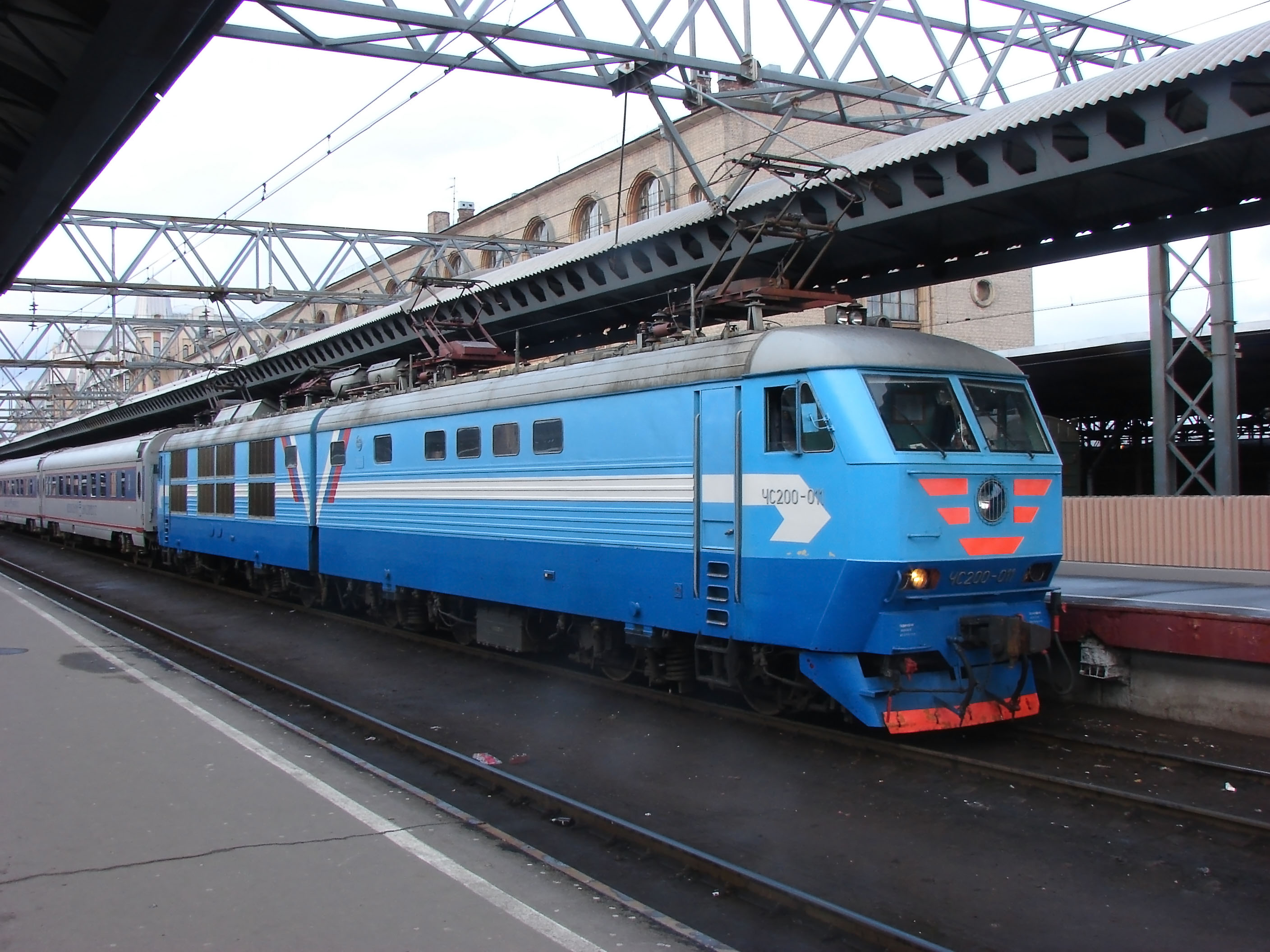
Schnellzug Newskij Express in Petersburg

### Geplante Neubaustrecke
Im April 2019 wurde dem Bau einer neuen Hochgeschwindigkeitsverbindung (HGV) zwischen Moskau und St. Petersburg zugestimmt. Auf der Neubaustrecke sollen Betriebsgeschwindigkeiten von bis zu 350 km/h möglich sein und so die Fahrtzeit zwischen den beiden Städten von derzeit 3,5 auf 2 Stunden reduziert werden. Damit verbunden ist eine prognostizierte Steigerung der jährlichen Passagierzahlen von derzeit 11 auf 33 Millionen.

## Zwischenfälle
Am 14. August 2007 explodierte auf der Strecke nahe Malaja Wischera ein selbstgebauter Sprengsatz, wodurch der Schnellzug Newski-Express, der gerade von Moskau nach Petersburg mit knapp 130 km/h unterwegs war, entgleiste. Von den 250 Fahrgästen an Bord des Zuges wurden 60 verletzt, 38 von ihnen wurden ins Krankenhaus eingeliefert. Die russische Generalstaatsanwaltschaft nahm daraufhin die Ermittlungen wegen des Verdachts eines terroristischen Anschlags auf. 
Den bisher folgenschwersten Zwischenfall auf der Strecke gab es in der Nacht vom 27. auf den 28. November 2009, als in der Nähe von Bologoje drei Waggons eines Newski-Express, der sich auf dem Weg von Moskau nach Petersburg befand, entgleiste. Es gab dabei mindestens 26 Tote und rund 90 Verletzte. Am Tag darauf bestätigte der Präsident der Russischen Eisenbahnen, Wladimir Jakunin, dass das Unglück auf einen Terroranschlag zurückzuführen sei.

## Kritik
Seit dem Start des Zugverkehres des Sapsans kommt es auf der Strecke hin und wieder zu tödlichen Zwischenfällen mit Fußgängern, da der Zug nicht oder nur spärlich gesicherte Bahnübergänge mit Höchstgeschwindigkeit passiert. Dies wird auf fehlende Modernisierung der Gleisanlagen und fehlenden Neubau von kreuzungsfreien Übergängen entlang der Hochgeschwindigkeitsstrecke zurückgeführt.

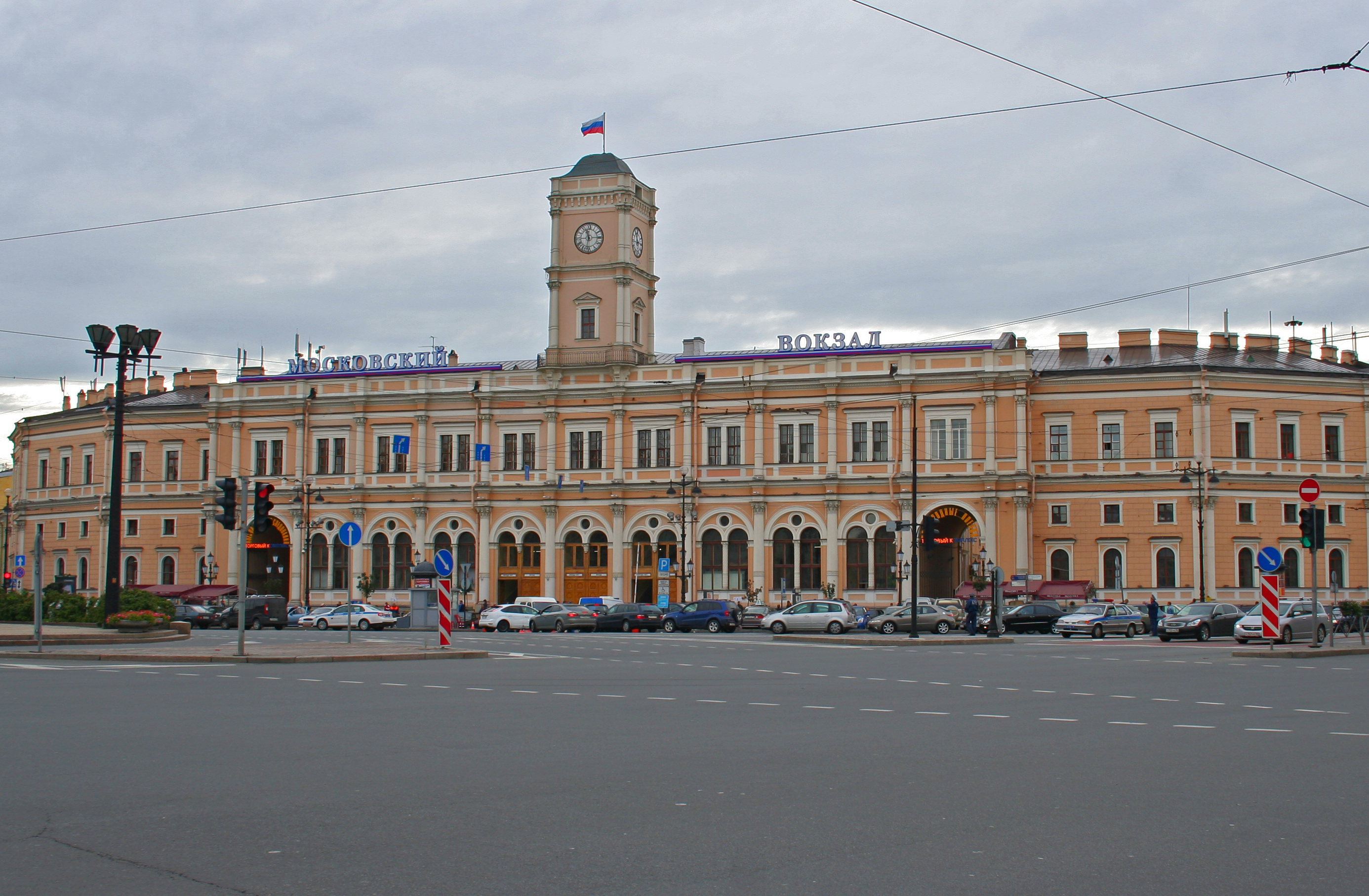
Der Moskauer Bahnhof in Sankt Petersburg
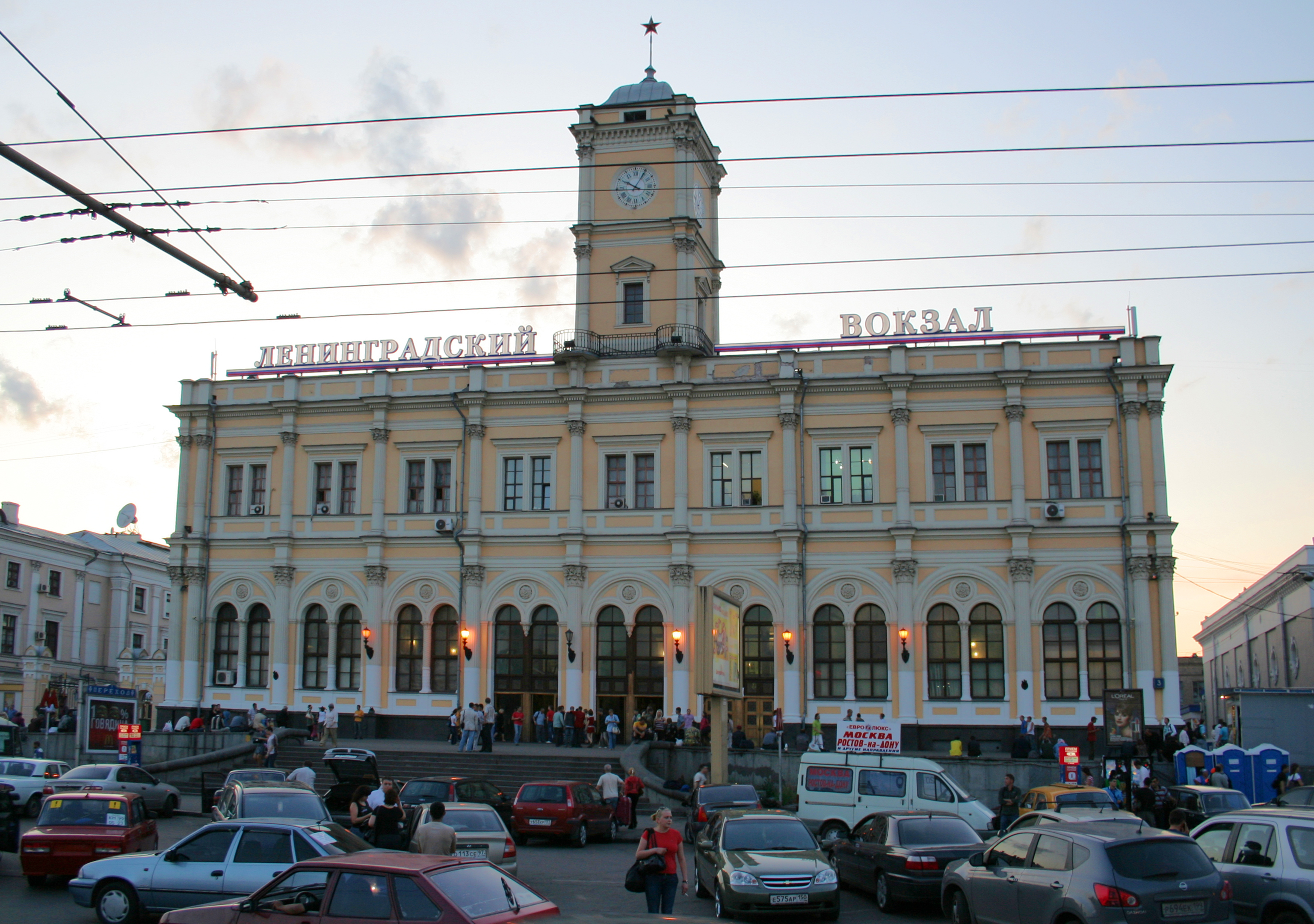
Der Leningrader Bahnhof in Moskau
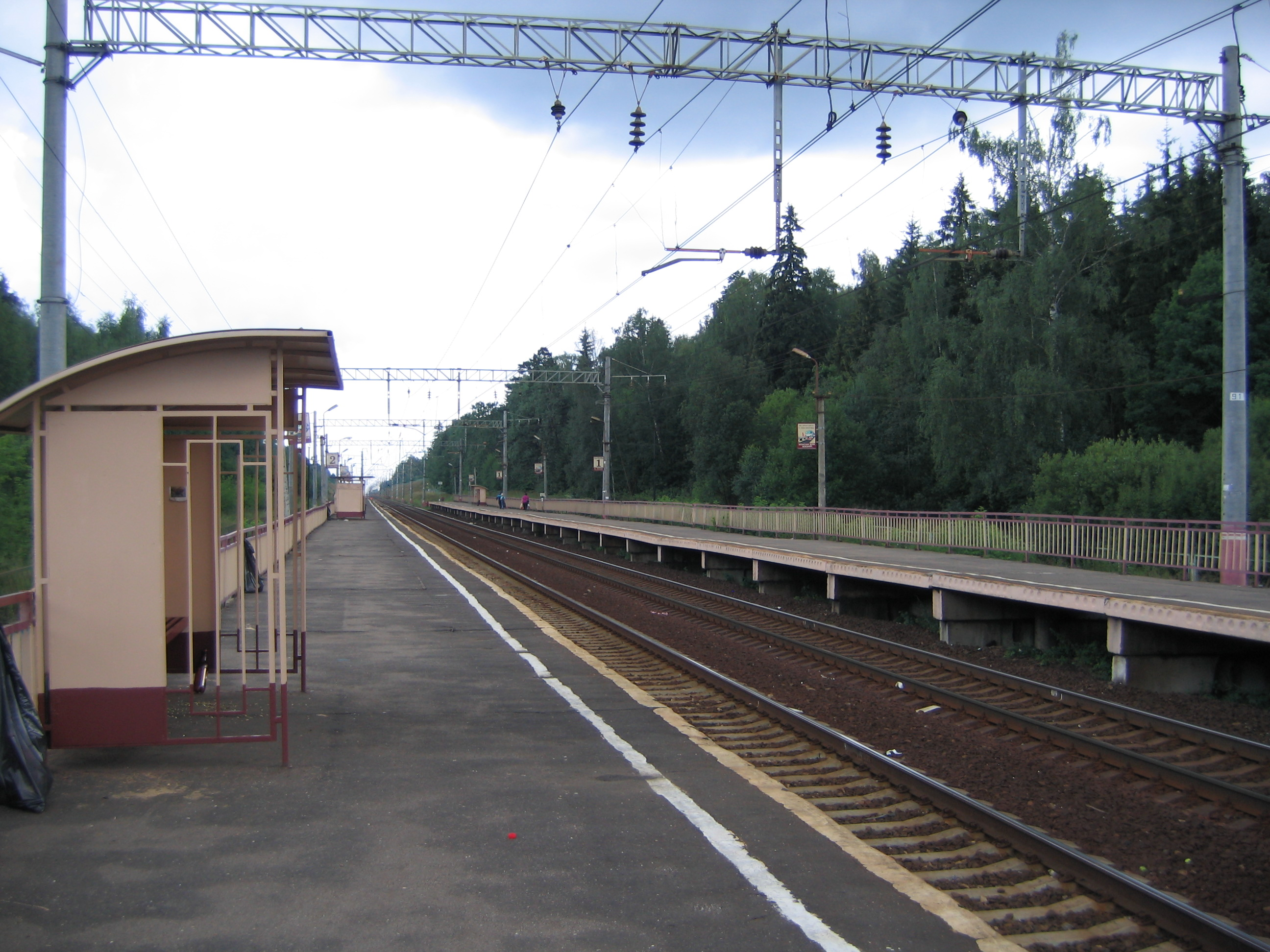
Haltepunkt Radischtschewo, Oblast Moskau